# 曹埠镇
曹埠镇，是中华人民共和国江苏省南通市如东县下辖的一个乡镇级行政单位。

## 行政区划
曹埠镇下辖以下地区：
上漫社区、堤南社区、孙窑社区、甜水村、饮泉村、下漫村、冯桥村、直港村和跨岸村。